# Dactylorhiza incarnata
L'orchide incarnata (Dactylorhiza incarnata (L.) Soó, 1962) è una pianta erbacea appartenente alla famiglia delle Orchidacee.

## Etimologia
Il nome generico (Dactylorhiza) è formato da due parole greche: “dito” e “radice” e si riferisce ai tuberi suddivisi in diversi tubercoli (tuberi a forma digito-palmata). L'epiteto specifico (incarnata) deriva dal particolare colore dei fiori.
Il binomio scientifico di questa pianta inizialmente era Orchis incarnata, proposto dal botanico e naturalista svedese Carl von Linné  (1707 - 1778) in una pubblicazione del 1755, modificato successivamente in quello attualmente accettato (Dactylorhiza incarnata), proposto dal botanico ungherese Károly Rezső Soó (1903 – 1980) nel 1962.
In lingua tedesca questa pianta si chiama Fleischrotes Knabenkraut; in francese si chiama Orchis incarnat; in inglese si chiama Early Marsh-orchid.

## Descrizione

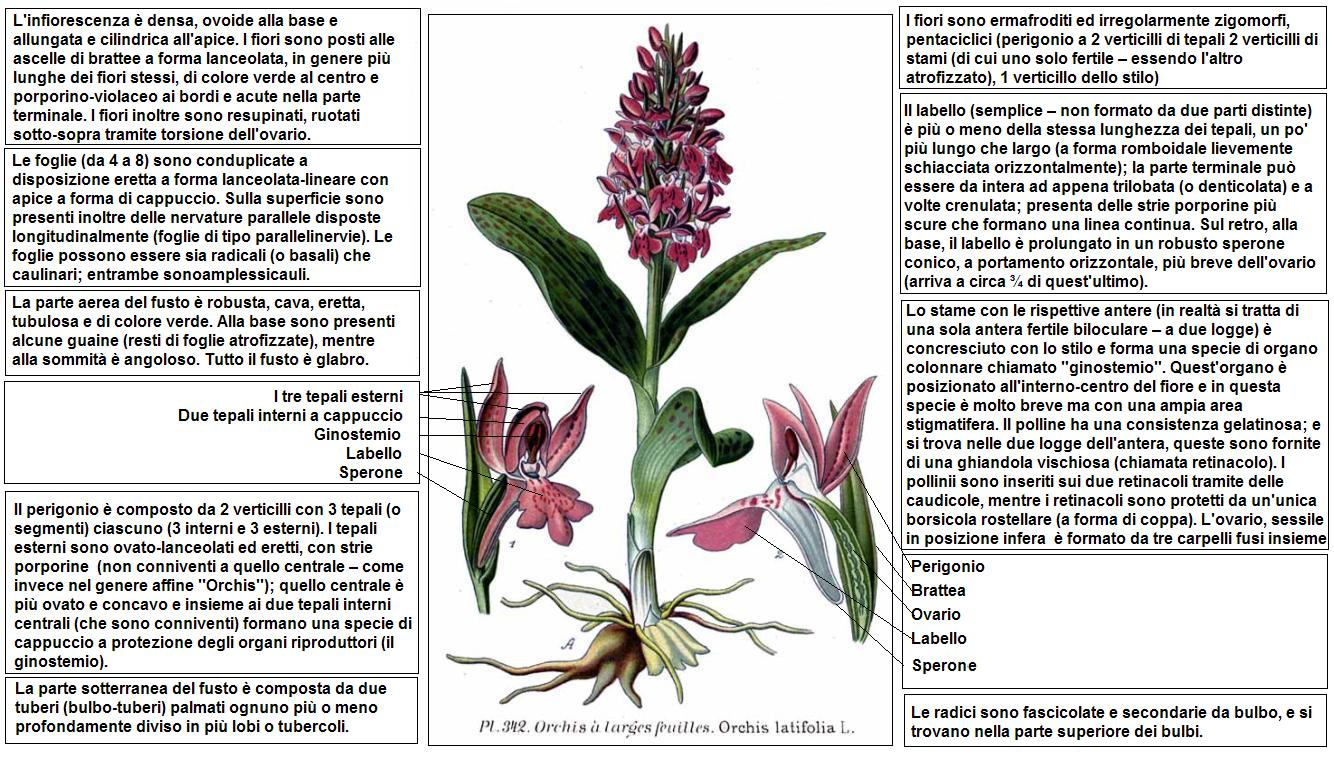
Descrizione delle parti della pianta

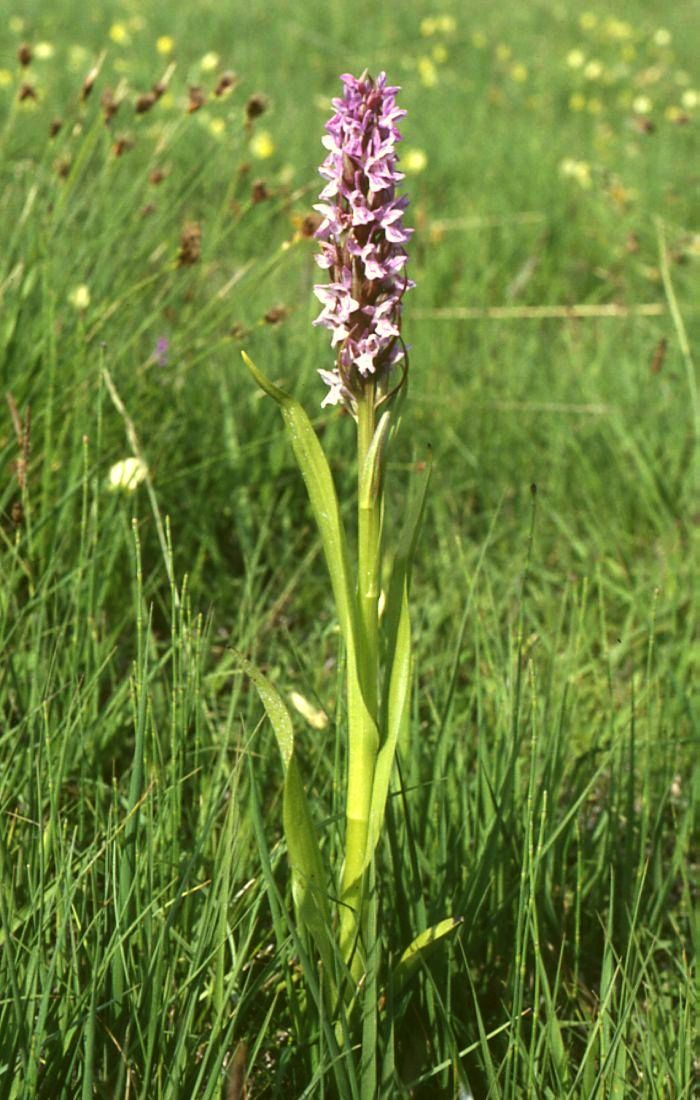
Il portamento

È una pianta erbacea alta 20 – 80 cm. La forma biologica è geofita bulbosa (G bulb), ossia sono piante perenni che portano le gemme in posizione sotterranea. Durante la stagione avversa non presentano organi aerei e le gemme si trovano in organi sotterranei chiamati bulbi o tuberi, organi di riserva che annualmente producono nuovi fusti, foglie e fiori. È un'orchidea terrestre in quanto contrariamente ad altre specie, non è “epifita”, ossia non vive a spese di altri vegetali di maggiori proporzioni.

### Radici
Le radici sono fascicolate e secondarie da bulbo, e si trovano nella parte superiore dei bulbi.

### Fusto
- Parte ipogea: la parte sotterranea del fusto è composta da due tuberi (ovvero bulbo-tuberi) palmati ognuno più o meno profondamente diviso in più lobi o tubercoli (caratteristica peculiare del genere Dactylorhiza);  il primo svolge delle importanti funzioni di alimentazione del fusto, mentre il secondo raccoglie materiali nutritizi di riserva per lo sviluppo della pianta che si formerà nell'anno venturo.
- Parte epigea: la parte aerea del fusto è robusta, cava, eretta, tubulosa e di colore verde. Alla base sono presenti alcune guaine (resti di foglie atrofizzate), mentre alla sommità è angolosa. Tutto il fusto è glabro.

### Foglie

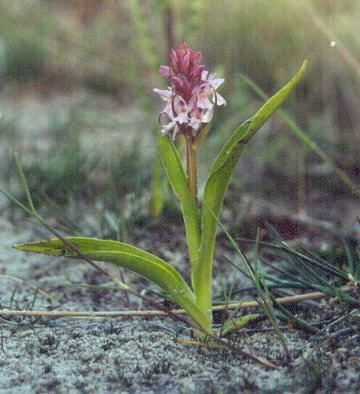
Le foglie

Le foglie (da 4 a 8) sono conduplicate a disposizione eretta e a forma lanceolata-lineare con apice a forma di cappuccio. Sulla superficie sono presenti inoltre delle nervature parallele disposte longitudinalmente (foglie di tipo parallelinervie). Le foglie possono essere sia radicali (o basali) che caulinari; entrambe sono amplessicauli e abbraccianti (guainanti) il fusto. Non sono macchiate che molto raramente nonostante questa orchidea faccia parte della sezione Maculatae. Dimensioni delle foglie: larghezza 2 – 3 cm; lunghezza 9 – 11 cm (raramente 20 cm). Quelle più grandi raggiungono e superano la base dell'infiorescenza.

### Infiorescenza

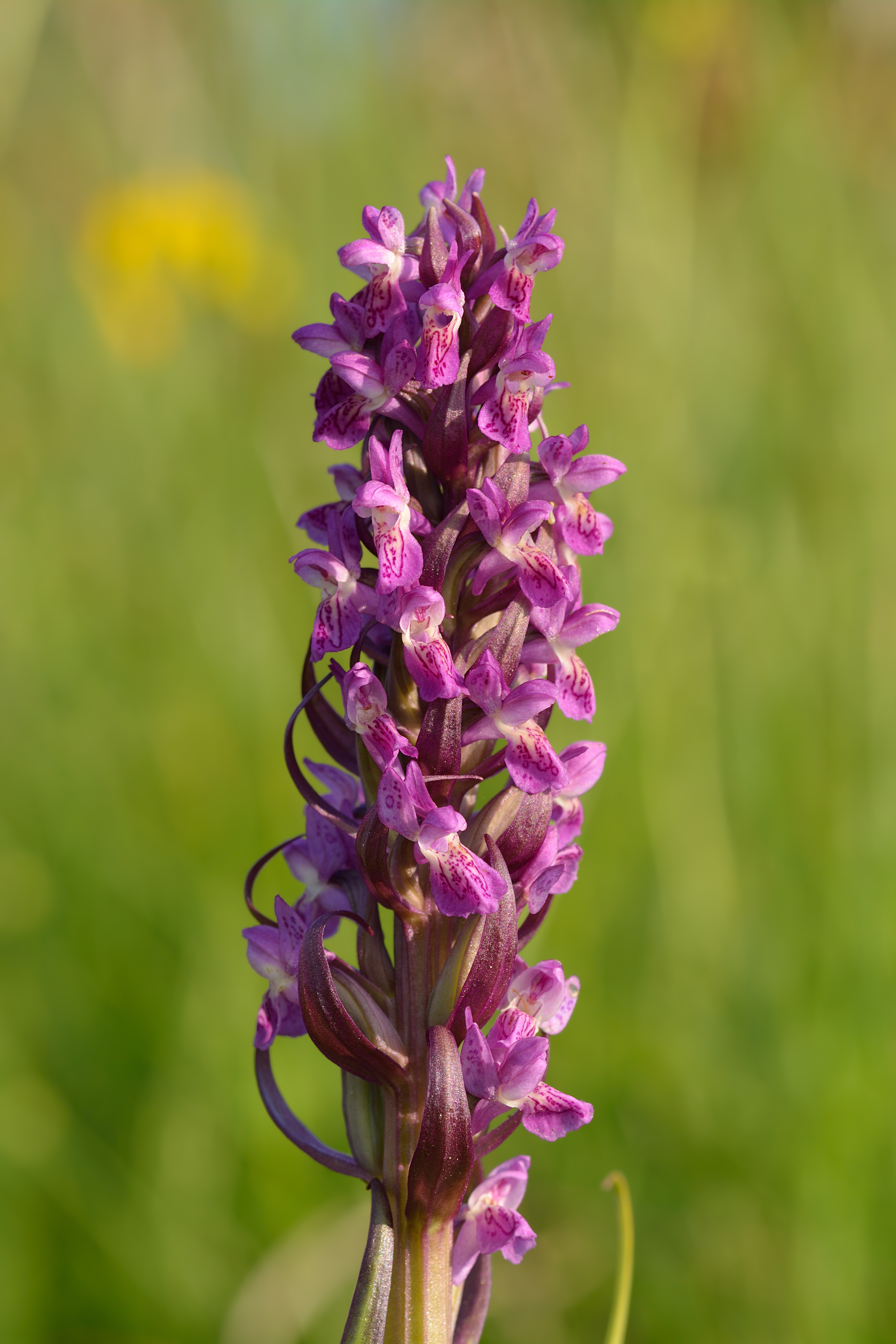
Infiorescenza

L'infiorescenza è densa (massimo 50 fiori), ovoide alla base e allungata e cilindrica all'apice. I fiori sono posti alle ascelle di brattee a forma lanceolata e sono acute nella parte terminale, in genere più lunghe dei fiori stessi; sono colorate di verde al centro e porporino-violaceo ai bordi. I fiori inoltre sono resupinati, ruotati sottosopra tramite torsione dell'ovario; in questo caso il labello è volto in basso. Dimensione dell'infiorescenza: larghezza 2 cm; lunghezza 4 – 6 cm (massimo 15 cm). Dimensione delle brattee maggiori: larghezza 1 cm; lunghezza 4 cm.

### Fiore
I fiori sono ermafroditi ed irregolarmente zigomorfi, pentaciclici (perigonio a 2 verticilli di tepali, 2 verticilli di stami (di cui uno solo fertile – essendo l'altro atrofizzato), 1 verticillo dello stilo). Il colore dei fiori e rosa – rosa carico (raramente giallo-biancastro). Dimensione dei fiori: 10 – 15 mm.
- Formula fiorale: per queste piante viene indicata la seguente formula fiorale:

P 3+3, [A 1, G (3)]
- Perigonio: il perigonio è composto da 2 verticilli con 3 tepali (o segmenti) ciascuno (3 interni e 3 esterni). I tepali esterni sono ovato-lanceolati ed eretti, con strie porporine  (non conniventi a quello centrale – come invece nel genere affine Orchis); quello centrale è più ovato e concavo e insieme ai due tepali interni centrali (che sono conniventi) formano una specie di cappuccio a protezione degli organi riproduttori (il ginostemio). Dei tre tepali interni quello mediano (chiamato labello) è diverso dagli altri.
- Labello:  il labello (semplice – non formato da due parti distinte), brevemente saldato al ginostemio, è più o meno della stessa lunghezza dei tepali, un po' più lungo che largo (a forma romboidale lievemente schiacciata orizzontalmente); la parte terminale può essere da intera ad appena trilobata (o denticolata) e a volte crenulata; anche questa presenta delle strie porporine più scure che formano una linea quasi continua. Sul retro, alla base, il labello è prolungato in un robusto sperone conico, a portamento orizzontale (alla fine però è ripiegato all'ingiù), più breve dell'ovario (arriva a circa ¾ di quest'ultimo). Dimensione del labello: larghezza 6 – 7 mm; lunghezza 6 mm. Lunghezza dello sperone: 5 – 6 mm.
- Ginostemio:  lo stame con le rispettive antere (in realtà si tratta di una sola antera fertile biloculare – a due logge) è concresciuto con lo stilo e forma una specie di organo colonnare chiamato "ginostemio"[5]. Quest'organo è posizionato all'interno-centro del fiore e in questa specie è molto breve ma con una ampia area stigmatifera. Il polline ha una consistenza gelatinosa; e si trova nelle due logge dell'antera, queste sono fornite di una ghiandola vischiosa (chiamata retinacolo). I pollinii sono inseriti sui due retinacoli tramite delle caudicole, mentre i retinacoli sono protetti da un'unica borsicola rostellare (a forma di coppa). L'ovario, sessile in posizione infera  è formato da tre carpelli fusi insieme[3].
- Fioritura: da maggio a luglio.

### Frutti

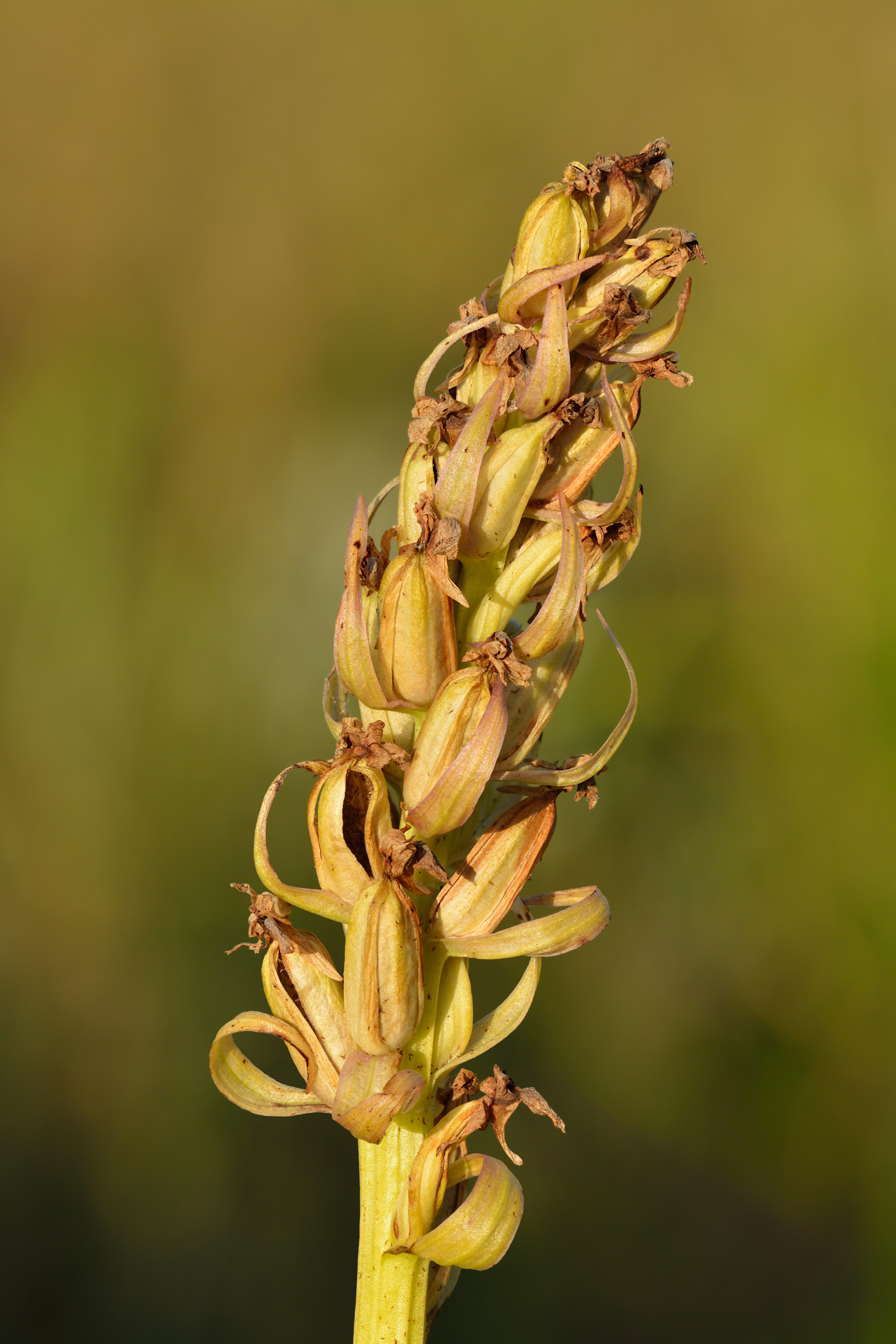
Infruttescenza

Il frutto è una capsula.  Al suo interno sono contenuti numerosi minutissimi semi piatti. Questi semi sono privi di endosperma e gli embrioni contenuti in essi sono poco differenziati in quanto formati da poche cellule. Queste piante vivono in stretta simbiosi con micorrize endotrofiche, questo significa che i semi possono svilupparsi solamente dopo essere infettati dalle spore di funghi micorrizici (infestazione di ife fungine). Questo meccanismo è necessario in quanto i semi da soli hanno poche sostanze di riserva per una germinazione in proprio.

## Biologia
La riproduzione di questa pianta può avvenire in due modi: 
- per via sessuata grazie all'impollinazione degli insetti pronubi, specialmente bombi. Questi posandosi sul labello per raggiungere con la proboscide il nettare contenuto nel fondo dello sperone, si agitano e si sfregano contro il ginostemio (posto in questo momento sopra il loro corpo) che vibrando rilascia del polline che va a posarsi sulle pari pelose dell'insetto. Quando lo stesso insetto si posa su un'altra orchidea parte di questo polline rimane attaccato al retinacolo (posto nella zona centrale del ginostemio) per merito della sostanza vischiosa presente sulla sua superficie. È avvenuto così il trasferimento del polline da un fiore all'altro. A questo punto lo stigma (parte inferiore del ginostemio) rimane impollinato, si sviluppa quindi un budello pollinico che entrando nell'ovario feconderà l'ovulo[2]. La germinazione dei semi è tuttavia condizionata dalla presenza di funghi specifici (i semi sono privi di albume – vedi sopra).
- per via vegetativa in quanto uno dei due bulbi possiede la funzione vegetativa per cui può emettere gemme avventizie capaci di generare nuovi individui (l'altro bulbo generalmente è di riserva).

## Distribuzione e habitat
- Geoelemento: il tipo corologico (area di origine) è Eurosiberiano, ma anche Eurasiatico
- Distribuzione: questa pianta è diffusa nella zona subartica e nella zona temperata dell'emisfero nord, dall'Europa alla Mongolia (sui rilievi europei è assente solamente nelle Alpi Dinariche). In Italia è presente nelle Alpi (non è segnalata però nella provincia di Cuneo), in alcune località della Pianura friulana, della Val Padana e nell'Appennino ( settentrionale e in quello centrale fino al Molise).
- Habitat: cresce nei prati e pascoli umidi, negli acquitrini e torbiere; ma anche presso le sorgenti e cadute d'acqua. Un tempo comune è divenuta piuttosto rara negli ultimi decenni e oggi è considerata una specie a potenziale rischio di estinzione, ciò è avvenuto a causa della progressiva compromissione degli habitat di crescita; tale compromissione è stata causata dall'inquinamento delle falde, dalla loro captazione per usi civili e industriali, da pratiche indiscriminate di bonifica, e dall'eutrofizzazione delle acque palustri, favorita dall'uso massiccio di concimi chimici e da pratiche di allevamento intensive. Il substrato preferito è calcareo o calcareo/siliceo con pH neutro (a preferenza basica), su terreni a bassi valori nutrizionali ma bagnati.
- Distribuzione altudinale: sui rilievi queste piante si possono trovare dai 200 fino a 2000 m s.l.m.; frequentano quindi i seguenti piani vegetazionali: collinare, montano e in parte subalpino.

### Fitosociologia
Dal punto di vista fitosociologico la specie di questa voce appartiene alla seguente comunità vegetale:
Formazione: comunità delle paludi e delle sorgenti
Classe: Scheuchzerio-Caricetea fuscae
Ordine: Caricetalia davallianae

## Tassonomia
All'interno del genere Dactylorhiza l'orchidea di questa voce fa parte della sezione Maculatae caratterizzata dall'avere dei tuberi profondamente divisi in diversi tubercoli e lo sperone del labello più breve dell'ovario (nell'altra sezione Sambucinae i tuberi sono divisi solamente all'apice e lo sperone è più lungo dell'ovario).
Il numero cromosomico di D. incarnata è: 2n =40

### Variabilità
Anche questa specie (come tutte le orchidee) si presenta molto variabile sia in funzione dell'habitat che delle varie ibridazioni a cui è soggetta, rendendo difficile l'identificazione dalle sue sottospecie. I caratteri più facilmente variabili sono le foglie che possono essere maculate oppure no (anche su entrambe le facce), il colore dei fiori, le dimensioni generali della pianta e la morfologia del labello (generalmente a forma più o meno trilobata).

#### Sottospecie
Sono note le seguenti sottospecie:

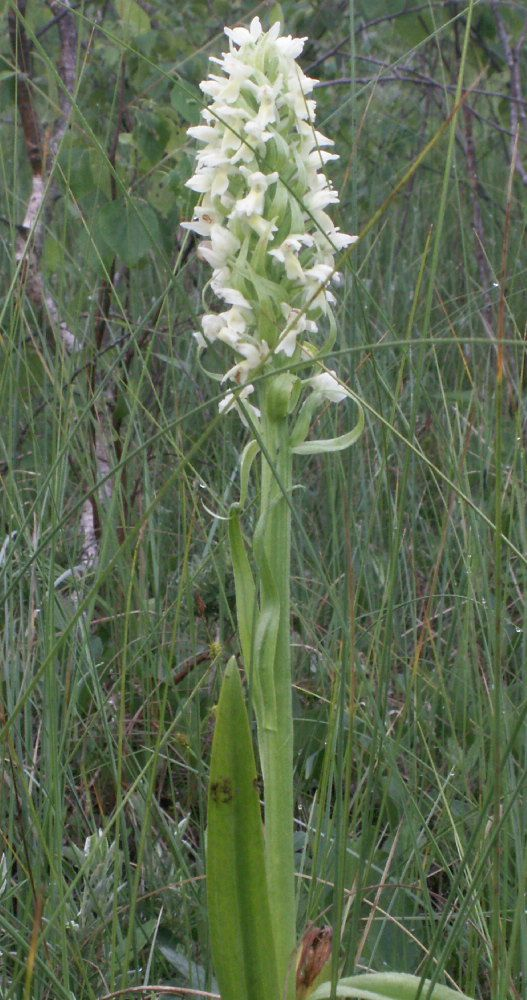
Sottospecie ochroleuca

- Dactylorhiza incarnata subsp. incarnata - sottospecie nominale
- Dactylorhiza incarnata subsp. coccinea (Pugsley) Soó
- Dactylorhiza incarnata subsp. cruenta (O.F.Müll.) P.D.Sell - si distingue per le foglie macchiate da entrambi i lati; lo sperone del labello è lungo ½ ovario; le foglie sono più ovate; i fiori hanno una colorazione più rosso sangue.
- Dactylorhiza incarnata subsp. cungsii Kreutz
- Dactylorhiza incarnata subsp. gemmana (Pugsley) P.D.Sell
- Dactylorhiza incarnata subsp. jugicrucis Akhalk., R.Lorenz & Mosul.
- Dactylorhiza incarnata nothosubsp. krylovii Soó
- Dactylorhiza incarnata subsp. lobelii (Verm.) H.A.Pedersen
- Dactylorhiza incarnata subsp. ochroleuca (Wüstnei ex Boll) P.F.Hunt & Summerh. - si distingue soprattutto per i fiori bianco-gialli e per il labello decisamente giallo e trilobo con carenatura longitudinale. Rispetto alla specie nominale preferisce un substrato più basico e per il momento è stata segnalata solamente nelle Alpi versante nord: dipartimento dell'Alta Savoia (Francia), distretto dell'Oberbayern (Germania) e Land Austria Superiore[7].
- Dactylorhiza incarnata subsp. pulchella (Druce) Soó
- Dactylorhiza incarnata nothosubsp. versicolor (J.C.Schmidt ex Lüscher) Potucek

#### Varietà e forme
Nell'elenco che segue sono indicate alcune varietà e forme presenti sul territorio italiano:
- Dactylorhiza incarnata var. haematòdes (Rchb.) Soó: le foglie sono maculate sulla faccia superiore (segnalato nel Trentino).
- Dactylorhiza incarnata var. hyphaematòdes  (Neuman) Landwehr:  le foglie sono maculate su entrambe le facce (segnalato nel Trentino).
- Dactylorhiza incarnata var. immaculata Romolini & Sodi
- Dactylorhiza incarnata fo. ochrantha Landwehr: colore dei fiori diverso dalla specie nominale.

### Ibridi

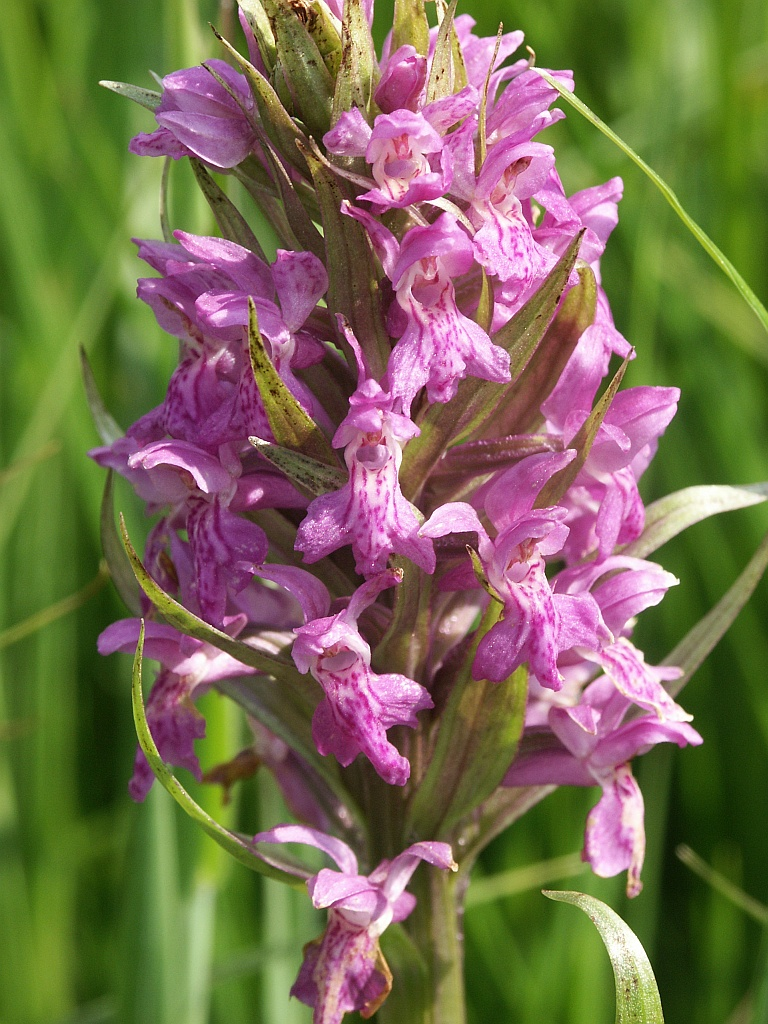
Ibrido con Dactylorhiza majalis (Dactylorhiza × aschersoniana)

Sono possibili diversi ibridi con le seguenti specie. Questo elenco comprende solamente i possibili ibridi sul territorio italiano:
- Dactylorhiza × aschersoniana (Hausskn.) Borsos & Soó, 1960 ibrido con Dactylorhiza majalis (Rchb.) P.F. Hunt & Summerh
- Dactylorhiza × dubreulhii (Keller & Jeanjean) Soó, 1962 ibrido con Dactylorhiza elata subsp. sesquipedalis (Willd.) Soó
- Dactylorhiza × guillaumeae C.Bernard, 1983 - ibrido con Dactylorhiza sambucina (L.) Soó
- Dactylorhiza × maculatiformis (Rouy) Gathoye & Tyteca, 1994 - ibrido con Dactylorhiza maculata (L.) Soó
- Dactylorhiza × stenostachys (J. Murr) Rauschert, 1974 - ibrido con Dactylorhiza traunsteineri (Saut. ex Rchb.) Verm., 1947
- Dactylorhiza × weissenbachiana M.Perko, 1994 - ibrido con Dactylorhiza lapponica (Laest. ex Hartm.) Soó

Sono possibili anche ibridi con generi diversi:
- × Dactylodenia vollmannii (Schulze) E. Peitz, 1972 - ibrido con Gymnadenia conopsea (L.) R.Br., 1813
- × Dactyloglossum guilhotii (E.G. Camus, Bergon & A. Camus) Soó in Soó & Borsos, 1966 - ibrido con Coeloglossum viride (L.) Hartm., 1820

### Sinonimi
La specie di questa voce ha avuto nel tempo diverse nomenclature. L'elenco che segue indica alcuni tra i sinonimi più frequenti:
- Orchis incarnata L., 1755 (basionimo)
- Dactylorchis incarnata (L.) Verm., 1947
- Dactylorhiza latifolia (L.) Soó, 1962

### Specie simili
All'interno della sezione Maculatae le varie specie di orchidee sono tutte molto simili; specialmente le due indicate qui sotto possono facilmente essere confuse con l'orchidea di questa voce, che comunque si differenziano in quanto hanno le foglie vistosamente maculate (per i vari confronti sia morfologici che anatomici vedere le relative voci di questa enciclopedia):
- Dactylorhiza maculata (L.) Soó
- Dactylorhiza majalis (Rchb.) P.F. Hunt & Summerh

Incarnata è più simile all'orchidea Dactylorhiza elata (Poir.) Soó subsp. sesquipedalis (Willd.) Soó, 1962; quest'ultima comunque si distingue per le maggiori dimensioni (altezza: 50 – 80 cm; infiorescenza: 20 – 30 cm; labello: larghezza 12 – 15 mm; lunghezza 8 – 9 mm). L'areale è anche diverso: Corsica e Sicilia.

## Usi

### Farmacia
Proprietà curative: secondo la medicina popolare i tuberi, trattati opportunamente, producono una gelatina calmante e lenitivo-protettiva che può essere usata nelle irritazioni del tratto gastro-intestinale.

### Cucina
In certe zone vengono mangiati i tuberi cotti. Oppure essiccati e macinati producono una polvere molto nutriente con la quale si possono fare delle bevande oppure aggiunta ai cereali si utilizza nella produzione di un pane particolare..

## Altre notizie
In alcune aree è una pianta protetta quindi ne è vietata la raccolta.